# 一色ヒカル
一色 ヒカル（いっしき ひかる）は、日本の女性声優。主にアダルトゲームに声をあてている。

## 人物
小学生の頃、『銀河鉄道999』『宇宙戦艦ヤマト』などの松本零士作品のアニメが好きでよく見ていた。『新竹取物語 1000年女王』の雑誌をプレゼントされ、中のインタビュー記事を見て「声優」の存在を知り、小学校の卒業アルバムでは「将来の夢 声優」と書いた。中学時代はそれを忘れていたが、高校になってアニメ研究会の友人から養成所を教えてもらい、通い始めて「声優になる」と決意した。
デビュー作は1997年発売の『朱鷺色の末裔』（名前はクレジットされていない）。一般的な一人録りではなく他の声優達と一緒の録音だったため、先輩の演技を見て盗んだり、キスシーンの音の出し方を教えてもらったりしたという。
よく酔いどれお姉さんの役を振られるため「酔いどれ声優」と呼ばれ、酔うシーンの演技では「もうちょっと抑えてください」と言われることもあるが、自身は酒に弱く少量ですぐ酔ってしまう。
愛称は「ピカリン」が定着しているが、本人は「ヒカルお姉様」と呼ばれたいとコメントしている。

## 出演
太字はメインキャラクター。

### アダルトゲーム

#### 1997年
- 朱鷺色の末裔（霞魅弥[2]）

#### 2000年
- Unbalance（岬祐美子）
- 鬼門妖異譚（皆本ひかる）
- キャッスルファンタジア聖魔大戦リニューアル（アリア=ガートランド）
- Tremolo（小山内美伽）
- EXILE ブラッドロイヤル2（桜）
- 恋結び（七尾盟、飯塚アリサ）
- 凱旋!無花果艦長!
- さすらいの料理人（白南風みさき）
- 人妻×人妻〜ここは人妻ぱらだいす！〜（英乙音）

#### 2001年
- 椿色のプリジオーネ（三ノ宮玲）
- Brightia（ダリア）
- DOUBLE（樹クレア、白鳥辰夫）
- Darling（美藤苑子）
- flutter of birds 〜鳥達の羽ばたき〜（森野大気）

#### 2002年
- flutter of birds II 〜天使たちの翼〜（雪柳ゆず)

#### 2003年
- Angel Crown（大塚ちさと、立花由美）
- Orange Pocket（神沼桐子）
- 金曜日の仔猫（まあや）
- Crescendo〜永遠だと思っていたあの頃〜 -Full Voice Version-（佐々木あやめ）
- Clover Heart's（2003年 - 2005年、南雲白兎）- 2作品[一覧 1]
- to…（北沢真理）
- あした出逢った少女（橘高冬香）
- 永遠のアセリア（ダークヴァルキリー）
- 鬼門妖異譚+DOUBLE（皆本ひかる）
- こなたよりかなたまで（九重二十重）
- 催眠学園（倉沢しのぶ、笹川ユウ）
- 痴漢者トーマス（橘綾音）
- 光を… DELUXE（氷川みるく、みしぇーる）
- 静寂は闇の調べ（穂積一草）
- FOLKLORE JAM（若色遙香）
- 星空☆ぷらねっと 〜夢箱〜（真田恭子）
- 拐〜カドワカシ〜（白石文香）
- 淫獄の館（初瀬若菜）
- 淫内感染 終わらぬ宴のナースコール（薗田悠子、中谷法子）
- 魔女っ娘ア・ラ・モード（エレーネ・シルバーナ）
  - まじょかべ 魔女っ娘ア・ラ・モード壁紙集（エレーネ・シルバーナ）
- 保母さんちゅ！（三鷹美衣[6]）
- 紅（沢渡晴香）
- 君の想い、その願い（赤羽響子）

#### 2004年
- ANGEL BULLET（セーラ・V・ウィンタース）
- Dear My Friend（永村冴香）
- DINGIR（カルラ）
- ENSEMBLE 〜舞降る羽のアンサンブル〜（野乃木星歌）
- Forest（黛薫）
- Happy Planning しあわせの総和（外村香津美）
- SNOW〜Full Voice Version〜（北里しぐれ）
- PARADISE LOST（エニス・カーディナル）
- KISS×300 こんな世界（風蓮美深）
- Xchange3
- シスターシスター〜恋のハートフルパニック〜（森遊）
- シンシア〜Sincerely to You〜（八代瀬緒）
- 蒼色輪廻（サティー・ドーラ）
- 遠隔操作 密肉に埋めこまれたリモコンバイブ（大谷水穂）
- 友達以上恋人未満（龍神様 / 北里しぐれ）
- 愛慾のエプロン（嘉納久美子）
- 先生だーいすき2（アリス・フォン・ローゼンブラウ）
- 裏入学 〜淫液に濡れた教科書〜（草薙倫）
- 春色吐息〜禁録・水蜜桃の姉妹たち〜（設楽志織）
- 夕緋ノ向コウ側（夕姫）
- お願いお星さま（赤の一番星）
- クライミライ（2004年 - 2007年、小笠原茅花）- 2作品[一覧 2]
- こいじばし（片倉みこと）
- 真説 猟奇の檻（高野玲）
- 水泳教室 〜冬でもスクール水着〜（霜村琴音）
- 3days 〜満ちてゆく刻の彼方で〜（藤見たまき）
- 下級生2（平沢博子）
- 地下鉄封鎖事件「なぜ僕たちはここにいる」（桐川静帆）
- まじれす!!〜おまたせ♪Little-wing〜（三上純）
- まじぷり -Wonder Cradle-（北島空） - 2作品
- 魔将の贄（レイチェル・クローブ）
- ままらぶ（秋月かおり）
- 鉄腕がっちゅ！（ヒカリ）
- です☆めた（ルネ）
- 妹れしぴ〜e-mote recipe〜（宮畑あひる）
- ナースにおまかせ（白川涼子）
- 夏のひとしずく（篠原乃梨子）
- 夏ノ空 -カノソラ-（琴乃）
- ひなたぼっこ（柊日向）
- ホワイトブレス 〜with faint hope〜（遠峰凪沙）
- 虐襲（ライラ・フェリシアド[7]）
- メイド嗜好〜恥辱の館〜（早瀬信乃[8]）
- 海道（椎堂葵）

#### 2005年
- 子羊たちの楽園（如月巴）
- ランジェリーメーカー（今中敦子）
- eye's complex（柴崎沙耶香）
- AYAKASHI（2005年 - 2006年、夜明アキノ、加藤恵美）- 2作品[一覧 3]
- MOON CHILDe（鳥丸凛子）
- あやかしびと（一乃谷刀子）
- 姉汁 〜白川三姉妹におまかせ〜（白川涼子）
- SEVEN-BRIDGE（スカサハ、グラナダ）
- _summer（梳田かすみ、立花智鶴）
- ひなたると（柊日向）
- 悪戯0 -zero-（室伏由梨）
- せんせいがおしえてあげる 桜待坂Stories Vol.2（堺志保）
- いただきじゃんがりあんR（ミラ）
- 英雄×魔王（セレス）
- エレベーターパニック〜密室の淫行〜（小川純）
- マロングラッセ（叶雅美）
- まじかるカナン -RISEA- トリプルフューチャリングBOX（小嶋絵美、柊絵美）
- 牝畜〜淫辱の収容所〜（磯貝香織）
- 凌辱アイドル牝奴隷〜被虐の特別レッスン〜（那々木友香）
- 義母と叔母〜そして友人の母〜（倉持義美）
- 仰せのままに★ご主人様!（秋山夕絵、桜井里湖、麗奈）
- ChuッパChaップス!〜お口の恋人〜（細川由莉香）
- おしかけおさなづま³（羽藍辰子）
- 処女はお姉さまに恋してる（梶浦緋紗子、小鳥遊圭、香原茅乃）
- ONE☆BOKU 〜お姉ちゃんとボク〜（小峯夏子）
- 夏空少女（シスターアリシラ）
- ガジェット（野中裕子）
  - ガジェット ファンディスク（野中裕子）
- カルタグラ 〜ツキ狂イノ病〜（高城七七）
- GALZOOアイランド（へびさん、はりまおー）
- キャラメルBOX やるきばこ（文月涼子）
- 黒の歌姫（オスティナ）
- 光臨天使エンシェル・レナ（マシェロット・トリチェッタ）
- ジオグラマトン（ジェルソミーナ・ビアチェンティーニ）
- Diorama-ジオラマ-（瀬見春菜、塔沢桐恵）
- 色紙〜シキガミ〜（ショウ、飯村紗代里）
- 終末の過ごし方 -The world is drawing to an W/end- DVD-PG版（敷島緑）
- School Days（黒田光）
- 先輩がフィアンセ!?（篠原優乃）
- でいじーちぇーん 〜TERMINATOR GIRL〜（神代杳子）
- でふこん☆わん（鋼島鉄子）
- 灯穂奇譚（ナミ）
- 智代アフター 〜It's a Wonderful Life〜（坂上智代）
- 七瀬恋 / DVDPG 露出調教編（伊佐美鈴花）- 2作品
- 盗んでMy Heart（不慟目黒）
- は〜とぶれいく 〜恋のトライアングル注意報〜（二階堂多希）
- ぱいめが（一条光）
- M.C. -trois-（樋之上花梨、水希、坂下）
- ぱすてるチャイムContinue（フィル・イハート）
  - ぱすちゃC++（フィル・イハート）
- 姫武者（大海花菜）
  - 姫武者R（2007年、大海花菜）
- PHANTASM（カーネリア）
- ぼーん・ふりーくす!（ウラシル）
- マジカルウィッチアカデミー（シズナ・カドクラ）
- 牝奴隷 〜犯された放課後〜（神崎明日香）
- 青の獣愛（愛美）
- やきたてクロワッサン〜Autumn Leafの3姉妹〜（沙頼）
- 夜刀姫斬鬼行（久沙凪トウ）
- 優姉といっしょ（三澤諒子）
- ゆのはな（高尾椿）
- ユメミルクスリ（桐宮弥津紀）
- 揺れるバスガイド 〜おっぱいがいっぱい〜（桜間衣帆[9]）
- マジカルウィッチアカデミー〜ボクと先生のマジカルレッスン〜（シズナ・カドクラ、セルシア・エルグラント、司書係）
- 若奥さま美咲〜抱かれて悶えて流されて〜（園部真尋）

#### 2006年
- SNOW P・E（北里しぐれ）
- 愛姉妹 〜どっちにするの!!〜（桜井さやか）
- 痴態姦賞〜放課後のチャイムはショーの始まり〜（鈴原真理子）
- マブラヴ オルタネイティヴ（月詠真耶）
- アノニマス（滝野夏葵）
- あまからツインズ〜双姉といっしょ〜（三澤諒子）
- あると（橘沙織）
  - みはる -あるとアナザーストーリー-（橘沙織）
- 委員長は承認せず!（メアリー・ショルジニ）
- H2O シリーズ（2006年 - 2009年、神楽ひなた / 神楽ほたる、柊ノノ未） - 3作品[一覧 4]
- エーデルワイス（藤崎凛）
- おしえて巫女先生（林田律子）
- 洗濯屋しんちゃん（五十嵐ゆうこ）
- 乙女蹂躙遊戯 Maiden Infringement Play（蔵田伊吹）
- おたく☆まっしぐら（佐々木操）
- がくと！（京極薫子）
- 風間愛 / DVDPG 愛＆鈴花編（2006年 - 2007年、伊佐美鈴花）- 2作品
- こいちゅ! 恋に恋するかたおもい（一条絢子）
- ソウルレイザー☆ユナ（ユナ）
- 今夜のオカズはレンジdeまりね（リオ）
- Summer Days（黒田光）
- CCホスピタル（擬宝珠真澄）
- SISTER SISTER（佐野弥生）
- SilveryWhite 〜君と出逢った理由〜（静流）
- すぺ〜す☆とらぶる（早宮光）
- 雪影-setsuei-（平山成美）
- センチネル（九条院霞）
- ちょこっと☆ばんぱいあ!（アリア・ウィリア・アーミテジ）
- 妻しぼり（葵咲良）
- Triptych（ハノン）
- 夏色公園 〜電波塔の下で愛を語る〜（柏原美帆）
- なみだ橋をわたって（藤読子）
- 寝盗ラレ -Naked Trance Ramble-（秋小路華織）
- 遥かに仰ぎ、麗しの（高藤陀貴美子、神知晶）
- ハーレム☆パーティー（ウル=シュリヒテ）
- Pia♥キャロットへようこそ!!G.O. 〜グランドオープン〜（陸文華）
- PRINCESS WALTZ（キジェ、セシリア）
- ひだまり（如月亜佳莉）
- ボインにかけろ!（稲守京）
- ボーイミーツガール（翼美羽[10]）
- 鳳凰戦姫 舞夢（麒麟）
- 保健室 〜マジカルピュアレッスン♪〜（久遠あけお）
- 魔ヲ受胎セシ処女ノ苦悦（謎の女）
- 峰深き瀬にたゆたう唄（セフィリア・ラファイエ）
- メタモルエンジェル菜々美（睦月弥生）
- もしも明日が晴れならば（香坂彩乃）
- 欲情ペットライフ!!（斉藤真美）
- 代々木人妻専門学院（等々力香世）
- Really? Really!（ツボミ、土見稟〈幼少期〉）

#### 2007年
- 兄嫁はいじっぱり（高間梢）
- 赤線街路〜昭和33年の初雪〜（来生千尋）
- おまかせ!とらぶる天使 体験版（月山志津香）
- Aster（高杉若菜）
- 明日の君と逢うために（御風里佳）
- 和み匣 Innocent Greyファンディスク（高城七七）
- あねいも2 〜Second Stage〜（白川沙織）
- R.U.R.U.R ル・ル・ル・ル このこのために、せめてきれいな星空を（R-ベニバナ）
- ねぇ姉?ど〜する!?〜ナミとミナと時々ボク〜（相沢みなみ、ナミ）
- 姉☆スク -わがまま!姉とスク水誘惑特訓-（笠井琴美）
- E×E（白峯沙耶）
- おしえて巫女先生弐（林田律子）
  - おしえて巫女先生弐・外伝〜ハーレム編〜（林田律子）
- お嬢様をいいなりにするゲーム（村田千果）
- 片恋いの月（八雲出流）
- GUN-KATANA（銃刀） ―Non-Human-Killer―（ベアトリーチェ）
- 虐襲弐〜巫女ノ祭壇〜（蘇乃帋樒[11]）
- Clover Point（稲森真星）
- 恋する乙女と守護の楯（2007年 - 2021年、シスター・リディア[12]、シスター・ティナ） - 3作品[一覧 5]
- 恋姫†無双 〜ドキッ☆乙女だらけの三国志演義〜（甘寧）
- 彗聖天使プリマヴェールZwei（早苗）
- すくぅ〜るメイト（架月芙美）
- STEP×STEADY（星乃京）
- 聖なるかな -The Spirit of Eternity Sword 2-（ナルカナ）
- 世界でいちばんNGな恋（香野麻実）
- だぶる先生らいふっ（十宮夏姫）
- つくしてあげるのに!（入江美月）
- ツナガル★バングル（夕凪樹里）
- Zwei Worter（ワダツミ・サクヤ）
- 桃華月憚（双葉理子）
- なりもの♪（華原棗）
- 恋夏〜れんげ〜（翠川藍子）
- Bullet Butlers（ヘル）
- ピリオド（水原つづみ）
- ヘルタースケルター 白濁の村（各務吹雪）
- 僕と極姉と海のYear!!（菜波栞）
- マブラヴ ALTERED FABLE（月詠真耶）
- もも×もみ〜私、癒しちゃいます〜（佐倉井ももか）
- 女神大戦（ヘラ）
- 淫忍伝 さくら繚乱（久我山うめ）- 同人ゲーム
- Lover's Collection（坂崎ひなこ）
- レコンキスタ（矢嶋碧）
- 私は私のまま、誰にでも変われる（瀬名玲子）
- 館熟女〜The immoral residence〜（大木フミ）

#### 2008年
- あねいも2 H's 〜もっとHにステップUP!〜（白川沙織）
- 片恋いの月えくすとら（八雲出流、朝日）
- クロノベルト-あやかしびと&BulletButlersクロスオーバーディスク-（一乃谷刀子、ヘル）
- 明日の七海と逢うために（御風里佳）
- 強姉 -つよあね-（聡美）※同人ソフト
- キスより甘くて深いもの（滋岳香織）
- 戦乙女ヴァルキリー2「主よ、淫らな私をお許しください…」（アリーヤ）
- エーデルワイス 詠伝ファンタジア（藤崎凛）
- オトメクライシス（星咲緋色）
- 音速飛翔ソニックメルセデス 〜双子ヒロイン調教指令!〜（マテル）
- かみぱに!（北里愛梨）
- 殻ノ少女（高城夏目、深山由記子）
- クロノベルト（一乃谷刀子）
- さくらシュトラッセ（クラウディア・クレメント）
  - さくらんぼシュトラッセ（クラウディア・クレメント）
- 残暑お見舞い申し上げます。 〜君と過ごしたあの日と今と〜（大瀬内アリサ）
- 真・恋姫†無双 〜乙女繚乱☆三国志演義〜（甘寧）
- スマガ（アリデッド、川嶋有里）
  - スマガスペシャル（2009年、アリデッド、川嶋有里）
- ちゅうちゅうナース（八神玲霞）
- 月と魔法と太陽と（リリー＝ハヤサカ)
- 妻ようじ2〜ボクは人妻添乗員〜（柏葉巴）
- ノストラダムスに聞いてみろ♪（ティア）
- ぴこぴこ〜恋する気持の眠る場所〜（桐山香里）
- びんかんアスリート（三輪朝香）
- HimeのちHoney（聖堂鶴未)
- ピリオド -SWEET DROPS-（水原つづみ）
- BIFRONTE 〜公界島奇譚〜（天堂恵衣）
- LOVE&DEAD（秦理音）
- 冬のロンド（ヴィクトリア・ルミアウラ）
- 闇の声ZERO（小夜子）
- ユニティマリアージュ〜ふたりの花嫁〜（結城乙女）
- ヨスガノソラ（伊福部やひろ[13]）
  - ハルカナソラ（2009年、伊福部やひろ[14]）
- リトルバスターズ! エクスタシー（来ヶ谷唯湖）
- 冷徹冷静しかして×××!!（紅院薫子）
- ワンダリング・リペア!（アザレッド）
- MESSIAH Paranoia∞Paradox（絢子）

#### 2009年
- 姉ったい注意報！？（子安マリア）
- アンバークォーツ（安藤伊織、矢嶋碧）
- 戦乙女ヴァルキリーG 〜戦乙女達の黄昏〜（アリーヤ）
- お母さんがいっぱい!!（北田百合子）
- クレナイノツキ（音無朱梨）
- 終わりなき夏 永遠なる音律（小塚弘子）
- 桜吹雪 〜千年の恋をしました〜（初音雲雀）
- 花鳥風月 〜恋ニヲチタル花園ノ姫〜（初音雲雀）
- 輝光翼戦記 天空のユミナ（翠下弓果）
- コミュ - 黒い竜と優しい王国 -（比奈織カゴメ）
- シスタ×シスタ〜Lovevery Sisters〜（西園 鈴音）
- 死神の接吻は別離の味（十六夜）
- SHUFFLE! Essence+（ツボミ）
- ステルラエクエス コーデックス 〜黄昏の姫騎士〜（フィデリタス・忠誠）
- 絶対★魔王〜ボクの胸キュン学園サーガ〜（ユーメリア・アルマンダイン）
- だめがね（妻鹿千夏子）
- つるつるナース「恥ずかしい……こんなの誰にも見せられない……」（風祭みどり）
- RIN×SEN〜白濁女教師と野郎ども〜（沖田明日香）
- ツンな彼女デレな彼女（小笠原梢愛）
- とらぶる@ヴァンパイア！ あの娘は俺のご主人さま（巫神楽）
- みみをすませば（島津晶[15]）
- Distance -ディスタンス-（小森江冴）
- メモリア（桜坂由佳里）
- もみちゅぱティーチャー！〜巨乳姉妹と三角関係〜（水越みちる）

#### 2010年
- 悪の女幹部「この私にオシオキだと!?ふざけるなっ!」（エファナティカ / エファ・グラナーダ）
- 癒しん母 The Motion 〜世界で一番好きなひと〜（早乙女珠美）
- ヴァルプルギス（橘久遠）
- うたてめぐり（鬼燐）
- 真・恋姫†無双 〜萌将伝〜（甘寧）
- エヴォリミット（アクア・ダンチェッカー）
- カスタムレイド4（カスタムヒロイン-性格B）
- Ran→Sem〜白濁デルモ妻のミイラ捕り〜（一ノ瀬莉子）
- Green Strawberry（鬼屋敷ゆかり）
- シュガーコートフリークス（ライカ・ペンブルックシア）
- JINKI EXTEND Re:VISION（柊赤緒）
- ドSなお姉さんは好きですか?（堀切あやめ[16]）
- どすこい!女雪相撲 胸がドキドキ初場所体験（村中野菊）
- ノーブレスオブリージュ（霧乃依莉沙）
- フェチ2〜一条志穂編〜（一条志穂）
- 姫神さまが両親を人質に孕ませろと以下略。（来海）
- ヒメと魔神と恋するたましぃ（輝夜[17]）
- 廻り巡ればめぐるときっ!?（美世子、小屋敷たつ）
- ゆにばる! PARANORMAL GIRLS STRIKE!!（紫苑）
- もっと 姉、ちゃんとしようよっ!（一条灯華）
- 乙女恋心プリスター（マルチナ、アセルス・ヤマブキ、マギウス レイチェル）[18]
  - 乙女恋心プリスターFANDISC〜もっとHに恋せよ乙女!〜（マルチナ、アセルス・ヤマブキ、マギウス レイチェル）
- chill out（亜里紗）
- Cross Days（黒田光）
- School Days HQ（黒田光）
- PARA-SOL（リョーダ）
- 三極姫〜乱世、天下三分の計〜（呂布奉先、張遼文遠）
- 美脚隷嬢優奈（桜大路優奈）
- Knight Carnival!（モルガン）
- 神楽幻想譚〜妖かしの姫〜（九重静琉）
- アザナエル（歌門星[19]）
- 巫女さんといっしょ！〜イケナイご奉仕奮戦記〜（小鍛治沙耶[20]）

#### 2011年
- グリザイアの果実（榊由美子）
- AQUA（鳴海智恵）
- 雀極姫（直江兼続、伊達政宗）
- 小夜子（小夜子）
- もっと 姉、ちゃんとしようよっ! アフターストーリー（一条灯華）
- デュエリスト×エンゲージ（花京院椿）
- 輝光翼戦記 銀の刻のコロナ（一乃谷刀子[注 1]）
- 久遠の絆（高原万葉、ミサキ、茉璃、玉藻前、玉葉）
- 原罪の教室〜KAGUYAコレクション〜（神崎明日香）
- 誰が殺したコマドリを（卯木小鳥[21]）※同人ソフト
- サクラの空と、君のコト -Sweet Petals For My Dear-（瀬戸内凪紗）
- 君を仰ぎ乙女は姫に（2011年 - 2012年、西ノ宮怜奈）- 2作品[一覧 6]
- シキガミ（播磨満子）
- 新婚性活（椎名俊彦）
- 大帝国（リーザ・リットン）
- 天使の羽根を踏まないでっ（シスター・シスレー）
- ジンコウガクエン（皇）
- 恋騎士 Purely☆Kiss（エルシア＝ハーヴェンス）[22]
- STARLESS（間宮麻理華、君嶋由香里）[23]

#### 2012年
- グリザイアの迷宮（榊由美子[24]）
- 真剣で私に恋しなさい!S（葉桜清楚[25]）
- デカくてエッチな俺の姉（瀬川朝霞）
- 聖なるかな Special Edition（ナルカナ）
- 悪の女幹部 フルムーンナイト（エファナティカ / エファ・グラナーダ）
- M性病棟 病院内の屈折した関係に犯されていく僕は…（名夜竹雛子）
- SHINY DAYS（黒田光）
- ものべの（滝女郎[26]）
- 水月 弐 〜追憶〜（小野寺麻巳）
- プリズマティックプリンセス☆ユニゾンスターズ（結城乙女[27]）
- 英雄*戦姫（安倍晴明[28]）
- しあわせ家族部（天羽美景[29]）
- トリック・オア・アリス（水無瀬亜理紗 / アリス[30]）
- 初恋1/1（真加辺碧）
- つぼい君のスイッチ!（坪井瑠璃子[31]）
- 痴漢のライセンス（三橋ほむら）[32]
- あねいもNeo 〜Second Sisters〜（日向桜[33]）
- SINCLIENT（御園京）[34]
- 恋色マリアージュ（鹿島つぐみ[35]）
- 黄雷のガクトゥーン（ネオン・スカラ・スミリヤ[36]）
- 中の人などいない! トーキョー・ヒーロー・プロジェクト（本堂鷹音[37]）

#### 2013年
- イノセントバレット -the false world-（神崎莢香）
- ひめごとユニオン（2013年 - 2015年、桐島夕輝 / 吹雪一式[38][39]）- 3作品[一覧 7]
- 真剣で私に恋しなさい!A-1 / A-3 / A-4 / A-5（2013年 - 2016年、葉桜清楚） - 4作品
- 真剣で私に恋しなさい!A-2（葉桜清楚）
- グリザイアの楽園（榊由美子[40]）
- あねいもNeo+ 〜Second Sisters〜（日向桜）
- 催眠術3（宮原弓子）
- 大催眠（鴫山流菜）
- 虚ノ少女（高城夏目[41]）
- お嬢様はご機嫌ナナメ（友禅寺鶴美[42]）
- パステルチャイム3 バインドシーカー（エミリィ・シンクレア[43]）
- 流星☆キセキ -SHOOTING PROBE-（羽衣望[44]）
- LOVESICK PUPPIES -僕らは恋をするために生まれてきた-（姫里勇[45]）
- ラブらブライド（御守悠[46]）
- ナイものねだりはもうお姉妹（雨宮七海[47]）
- ChuSingura46+1 -忠臣蔵46+1-（山田浅右衛門吉行[48]）
- 恋咲く都に愛の約束を 〜Annaffiare〜（藤多このみ[49]）
- 執事が姫を選ぶとき（真姫・ゴールドウィーンバーグ）

#### 2014年
- ChuSingura46+1 武士の鼓動（近藤勇）
- 英雄*戦姫GOLD（安倍晴明、ヘラクレス、葉桜清楚[注 2]）
- Bradyon Veda（クラウディア・ヴィル・ベーメ[50]）
- あなた、ごめんなさい…（三田さやか[51]）
- P/A〜Potential Ability〜（城ヶ崎三月[52]）
- ヤキモチストリーム（雪倉睦月[53]）
- 智代アフター 〜It's a Wonderful Life〜 PerfectEdition（坂上智代[54]）
- 世界を救うだけの簡単なお仕事（アウロラ[55]）
- いれかわ お姉ちゃん、ぼくの身体でオナニーしちゃうの!?（瀬川良樹[56]）
- 催眠術Re（名波奈々子）
- 催眠母（神戸みなみ[57]）
- 偽骸のアルルーナ（フロル）
- 恥辱の女騎士 オークの出来そこないである貴様なんかに、この私が……!!（デルキゼル＝オ＝ガグルマ）

#### 2015年
- シロガネ×スピリッツ!（嘉村真咲[58]）
- PENDULUM（橘久遠[59]）
- 真・恋姫†英雄譚3 〜乙女艶乱☆三国志演義［呉］〜（甘寧、甘述）[60]
- アマカノ〜Second Season〜（2015年 - 2022年、硯川・e・涙香）- 5作品[一覧 8]
- マンション☆うぉ〜ず！（篠川めぐる[61]）

#### 2016年
- 戦国†恋姫X〜乙女絢爛☆戦国絵巻〜（森 桐琴 可成[62]）
- ユニオリズム・カルテットA3-DAYS（セルフィ[63]）
- WIZARD LINKS（神代ゆずる[64]）

#### 2017年
- 催眠学園3年生（三原かおる[65]）
- 催眠学園2年生（三原かおる[66]）
- 魔女と剣と千の月（橘久遠[67]）
- 真・恋姫†夢想-革命- 蒼天の覇王（甘寧）
- 幕末尽忠報国烈士伝 -MIBURO-（近藤勇[68]）

#### 2018年
- 真・恋姫†夢想-革命- 孫呉の血脈（甘寧）
- 催眠学園1年生（三原かおる）
- Deep One -ディープワン-（一葉）

#### 2019年
- 真・恋姫†夢想-革命- 劉旗の大望（甘寧[69]）
- 巣作りカリンちゃん（2019年 - 2021年、シシュン[70]）- 2作品
- 催眠術4（楠木楓[71]）
- 和香様の座する世界（九尾の狐[72]）
- 殻ノ少女《FULL VOICE HD SIZE EDITION》（高城夏目、深山由記子）

#### 2020年
- 悪の女幹部 ペリジーニュームーン（エファナティカ、牛神様）
- 高慢妻陥落!!!〜イイ女だけどヤな女〜（華町京香）
- 虚ノ少女《NEW CAST REMASTER EDITION》（高城夏目）
- 天ノ少女（高城夏目[73]）

#### 2021年
- 源平繚乱絵巻 -GIKEI-（北条政子[74]）
- 搾精病棟〜性格最悪のナースしかいない病院で射精管理生活〜（クロカワ[75]）
- Gemini Seed（イスカ[76]）

#### 2022年
- 搾精病棟〜邪悪なるお局ナースが潜む病院で調教生活〜（クロカワ[77]）
- 搾精病棟〜凶悪なる看護師長が支配する病院の深淵へ潜入捜査〜（クロカワ[78]）
- 真・恋姫†英雄譚4 〜乙女耀乱☆三国志演義［呉］〜（甘寧[79]）
- グリザイア 戦場のバルカローレ（榊由美子）

#### 2023年
- 真・恋姫†英雄譚5 ～乙女耀乱☆三国志演義［魏］～（甘寧）
- カルタグラ 〜ツキ狂イノ病〜《REBIRTH FHD SIZE EDITION》（高城七七）
- TO･RA･WA･SE ～囚われの偽妃が夢みる初夜～ （みあ）

### 一般向ゲーム
2001年
- 秘密 〜唯がいた夏〜（小山内美伽）

2004年
- Clover Heart's 〜looking for happiness〜（南雲白兎）
- Orange Pocket -コルネット- / -リュート-（神沼桐子） - 2作品
- 魔女っ娘ア・ラ・モード 唱えて、恋の魔法!（エレーネ・シルバーナ）

2005年
- カルタグラ 〜魂ノ苦悩〜（高城七七）
- 乙女はお姉さまに恋してる（梶浦緋紗子、香原茅乃）
- Dear My Friend 〜Love like powdery snow〜（永村冴香）

2006年
- 保健室へようこそ（久遠あけお）
- 仁義ストーム The Arcade
- ホワイトブレス 〜絆〜（遠峰凪沙）
- マブラヴ オルタネイティヴ 全年齢版（月詠真耶）
- _summer##（梳田かすみ、立花智鶴）

2007年
- ニトロ+ロワイヤル -ヒロインズデュエル-（ドラゴン）
- 智代アフター 〜It's a Wonderful Life〜 シリーズ（2007年 - 2013年、坂上智代）

2010年
- R.U.R.U.R ル・ル・ル・ル -petit prince-（R-ベニバナ）
- 乙女はお姉さまに恋してる Portable（梶浦緋紗子、香原茅乃）

2011年
- 星空☆ぷらねっと one small step for…（真田恭子）
- 世界でいちばんNGな恋 ふるはうす（香野麻実） 

2012年
- クロノベルト -SchwarzOath-（一乃谷刀子）

2013年
- 英雄*戦姫（2013年 - 2014年、安倍晴明）- PS3/PS Vita版
- 戦国†恋姫〜乙女絢爛☆戦国絵巻〜（森桐琴可成）

2014年
- マブラヴ オルタネイティヴ トータル・イクリプス（月詠真耶中尉） - PC版

2015年
- ニトロプラス ブラスターズ -ヒロインズ インフィニット デュエル-（ドラゴン）

2016年
- 君を仰ぎ乙女は姫に（西ノ宮怜奈）- PS Vita版
- シロガネ×スピリッツ!（嘉村真咲）

2017年
- 恋ニ、甘味ヲソエテ（2017年 - 2018年、狛田智里） - 2作品

### アダルトアニメ
2002年
- flutter of birds 〜鳥達の羽ばたき〜（森野大気）

2003年
- flutter of birds II 〜天使たちの翼〜（雪柳ゆず）

2004年
- 痴漢者トーマス 痴漢道 その一（橘綾音）
- 痴漢十人隊 THE ANIMATION 3 〜狩人の傷痕〜（柏木玲子）

2007年
- 館熟女〜The immoral residence〜（大木フミ）
- クラスメイトのお母さん（南雲恵子）

2008年
- 妻しぼり（葵咲良）
- あねいも（白川沙織）
- 兄嫁はいじっぱり（高間梢）

2009年
- カルタグラ 〜ツキ狂イノ病〜（高城七七）
- びんかんアスリート（三輪朝香）
- 一緒にHしよっ〜宮沢明菜編〜（宮沢明菜）

2010年
- 殻ノ少女（高城夏目、深山由記子）
- 寝取られファイター ヤリっちんぐ! ROUND 2（江澄芽依）
- 明菜と温泉でHしよっ（宮沢明菜）

2011年
- 15美少女漂流記OVA〜南の島でウハ2♥どんぶりエッチ編〜（高崎望）
- 悪の女幹部 フルムーンナイト（エファナティカ）

2012年
- 戦乙女ヴァルキリーG（アリーヤ）

2013年
- デカくてHな俺の姉 #1 朝霞姉さんの場合（瀬川朝霞）
- 恋騎士 Purely☆Kiss（エルシア＝ハーヴェンス）

2021年
- 搾精病棟 THE ANIMATION 〜タチバナ編〜（2021年、クロカワ）
  - 搾精病棟 THE ANIMATION 第2巻 ～クロカワ編～（2022年、クロカワ）

2025年
- 「1分間だけ触れてもいいよ…」シェアハウスの秘密ルール。（綾瀬奏）

### 一般向OVA
- トリック・オア・アリス（2016年、水無瀬亜理紗 / アリス）

### パチンコ
- CR戦国†恋姫〜乙女絢爛☆戦国絵巻〜（2016年、森 桐琴 可成[88]）

### ボイスコミック
- 鬼のお姉さんにひたすら可愛がられるお話し。（2020年、鈴鹿[89]）

### 音声作品
- うたかたの宿 水無月の会遇（2021年、櫟[90]）

### ドラマCD
時期不明
- れでぃふぁい♥（京）

2003年
- 魔女っ娘ア・ラ・モード トゥインクルアカデミーの七不思議（エレーネ・シルバーナ）

2004年
- Clover Heart's 〜four leaves' summer〜 #1、2（南雲白兎）
- Orange Pocket アレンジ＆ドラマ（神沼桐子）
- シャルロット〜Charlotte〜（2004年、フランチェスカ＝パトリック＝ハワード）
  - 僕の妻はフランチェスカ＝パトリック＝ハワード（2009年、フランチェスカ＝パトリック＝ハワード）
  - 世界はわたしにひざまずく！（2010年、フランチェスカ＝パトリック＝ハワード）
  - フランチェスカ〜Francesca〜（2011年、フランチェスカ＝パトリック＝ハワード）

- ドラマCD 巨乳家族（宗氏かなめ）
- ドラマCD「ホワイトブレス with faint hope」（遠峰凪沙）

2005年
- 姉、ちゃんとしようよっ!2（犬神帆波）
- プライベートナース（須藤）
- ほのかな媚薬
- ぱすてるチャイムContinue〜IFの卒業旅行〜（フィル・イハート）
- ゆのはな ドラマCD vol.1・2（高尾椿）

2006年
- あると ドラマCD「真夏のビーチで、ヴィオーラ親睦会!?」（橘沙織）
- もしも明日が晴れならば（香坂彩乃）
- MOON CHILDe DRAMA CD & ORIGINAL SOUND TRACK ANOTHER EDITION（鳥丸凛子）

2007年
- 明日の君と逢うために（御風里佳）
- 私は私のまま、誰にでも変われる キャラクターCD Vol.4、6（2007年 - 2008年、瀬名玲子）
- MILK SPOT ドラマCD付限定版

2008年
- 戦乙女ヴァルキリー2 コンプリートトラック【特典ドラマ 世にも奇妙なヴァルキリー】（アリーヤ）
- ノストラダムスに聞いてみろ♪ ドラマCD「毎日が日曜日！」（ティア）
- ふたりのジャンヌ G-typeドラマCD（ジャンヌ＝ダルク）
- 殻ノ少女 オリジナルドラマCD 第一 - 三巻（2008年 - 2009年、高城夏目、深山由記子、高城七七）

2009年
- とらぶるトラップ ドラマCD〜あの娘にホの字〜

2010年
- アルバトロス・シンデレラ！4
- Dies irae Verfaulen segen（ジェーン・ドゥ）
- いぐぅ！〜さっきまで、死ねばいい最低の屑だったのに〜※同人作品
- SHUFFLE! ESSENCE+ -LOVERS FRAGMENT-（ツボミ）

2011年
- 15美少女漂流記 スペシャルドラマCD 3（高崎望）
- 仙獄学艶戦姫ノブナガッ！〜淫華繚乱、水着大戦！〜 限定版（織田〈希莉香〉信長）
- シチュエーションCD「快感催眠“娘”化プログラム」※『おと☆娘』Vol.3付録

2014年
- ひめごとユニオン ドラマCD「星見捕り物帳・天の巻」（桐島夕輝）

2015年
- 魔装学園H×H（ユリシア・ファランドール）

## ディスコグラフィ

### キャラクターソング
| 発売日         | 商品名                                                                  | 歌 | 楽曲                                                    | 備考                                                                    |
| -------------- | ----------------------------------------------------------------------- | --- | ------------------------------------------------------- | ----------------------------------------------------------------------- |
| 2003年         | ？                                                                      | 初瀬若菜（一色ヒカル）                                                                                                 | 「古の月より 若菜ver」                                  | PCゲーム『淫獄の館』関連曲                                              |
| 2005年1月14日  | 1st love,Only love. ひなたぼっこオリジナルボーカルアルバム              | 柊日向（一色ヒカル）                                                                                                   | 「1st love,Only love.」                                 | PCゲーム『ひなたぼっこ』関連曲                                          |
| 2005年10月28日 | 黒の歌姫 Vocal Collection -Actress Edition-                             | オスティナ（一色ヒカル）                                                                                               | 「カゲロウ」                                            | PCゲーム『黒の歌姫』関連曲                                              |
| 2005年11月18日 | でふこん☆わん Original Sound Track                                      | 鋼島鉄子（一色ヒカル）                                                                                                 | 「ラブ・○○〜鉄子バージョン〜」                          | PCゲーム『でふこん☆わん』関連曲                                         |
| 2006年         | light Song of The Best Collection II                                    | 一色ヒカル | 「Magistr Temple」                                      | PCゲーム『Magistr Temple』オープニングテーマ                            |
| 2006年         | light Song of The Best Collection II                                    | 一色ヒカル | 「君と歩く未来」                                        | PCゲーム『Magistr Temple』エンディングテーマ                            |
| 8月10日        | あると Character Vocal CD「It's a lovely day」                          | 橘沙織（一色ヒカル）                                                                                                   | 「気分の良い日は散歩に行こう」                          | PCゲーム『あると』関連曲                                                |
| 2007年         | ？                                                                      | 一色ヒカル | 「積み木星」                                            | PCゲーム『ねぇ姉?ど〜する!?〜ナミとミナと時々ボク〜』エンディングテーマ |
| 2007年10月26日 | ピリオド キャラクターソングCD Vol.6 水原つづみ                          | 水原つづみ（一色ヒカル）                                                                                               | 「？」                                                  | PCゲーム『ピリオド』関連曲                                              |
| 2007年12月21日 | 「恋姫無双」覇王プロジェクト〜ハオプロ〜 呉軍合唱の陣                   | 孫権（風音）、孫尚香（北都南）、甘寧（一色ヒカル）、陸遜（まきいづみ）、周瑜（かわしまりの）、小喬＆大喬（大小つづら） | 「ロッキン☆ニーハオ」                                   | PCゲーム『恋姫†無双 〜ドキッ☆乙女だらけの三国志演義〜』関連曲           |
| 2008年1月25日  | 世界でいちばんNGな恋 Heart-Warming Song Vol.2                           | 香野麻実（一色ヒカル）                                                                                                 | 「ふたりでいたくて」                                    | PCゲーム『世界でいちばんNGな恋』関連曲                                  |
| 2008年5月16日  | 正義の流星、緋色参上!                                                   | 星咲緋色（一色ヒカル）                                                                                                 | 「Blazing☆」                                            | PCゲーム『オトメクライシス』関連曲                                      |
| 2008年5月16日  | 正義の流星、緋色参上!                                                   | 星咲緋色（一色ヒカル）、ローリエ（西野みく）                                                                           | 「CRISIS BEAT(ダブルヒロインでらぶらぶデュエットver.)」 | PCゲーム『オトメクライシス』関連曲                                      |
| 2008年5月30日  | 私は私のまま、誰にでも変われる Song Collection♪                         | 瀬名玲子（一色ヒカル）                                                                                                 | 「夢と現実の間で」                                      | PCゲーム『私は私のまま、誰にでも変われる』関連曲                        |
| 2008年7月30日  | THE WORKS〜志倉千代丸楽曲集〜 1.2                                       | しましま隊。 | 「恋をしましませ。」                                    | PCゲーム『保健室 〜マジカルピュアレッスン♪〜』オープニングテーマ        |
| 2008年8月15日  | 明日の君と逢うために キャラクターソングCD『They will be born TOMORROW』 | 御風里佳（一色ヒカル）                                                                                                 | 「smile diary」                                         | PCゲーム『明日の君と逢うために』関連曲                                  |
| 2013年8月16日  | 真剣で私に恋しなさい!A-2 ボーカルCD                                     | 葉桜清楚・覇王（一色ヒカル）、九鬼紋白（杏子御津）、クッキー4IS（天井みかん）                                          | 「恋のAは真剣勝負 Lv.A-2」                              | PCゲーム『真剣で私に恋しなさい!A-2』オープニングテーマ                  |
| 2013年8月16日  | 真剣で私に恋しなさい!A-2 ボーカルCD                                     | 葉桜清楚・覇王（一色ヒカル）                                                                                           | 「恋のAは真剣勝負 Lv.A-2 清楚・覇王ver」                | PCゲーム『真剣で私に恋しなさい!A-2』葉桜清楚ルートエンディングテーマ    |
| 2020年8月28日  | アマカノ キャラクターソング Vol.7 硯川・e・涙香                         | 硯川・e・涙香（一色ヒカル）                                                                                            | 「Anemone」                                             | PCゲーム『アマカノ〜Second Season〜』関連曲                             |

## ラジオ
※はインターネット配信。
- ハチミツ期間限定webラジオ（？、※）
- これから始まるラジオ(仮)（？、※）
- 一色・茶谷のぐだぐだ de night!（2006年4月 - 10月、※）
- クラブ・グリザイア（2011年2月 - 8月、※）
  - クラブ・グリザイア サードシーズン（2011年12月 - 2012年2月、※）
- 搾精病棟 性格最悪のナースしかいないラジオ（2021年7月 - 、エムズトイボックスチャンネル※）

### ラジオCD
- 2003年冬がっちゅ!!
- ラジオCD『ほめられてのびるらじおPP』Vol.3（2008年5月3日/DreamParty東京2008春）
- ラジオCD『ほめられてのびるらじおPP』Vol.5（2009年1月23日）
- あざらしラジオ Vol.1（2021年4月30日）

## その他

### 同人作品
- ゲーム「忙しい人のための幻想郷」シリーズ（藤原妹紅）

### コラム
- ヒカルお姉さまの今日も晴れのち晴れ!! SEASON 2（PUSH!!：2009年7月号 - 2010年12月号）